# Artigas en la puerta de la Ciudadela
Artigas en la puerta de la Ciudadela es una obra pictórica del artista uruguayo Juan Manuel Blanes realizada en el año 1884, la cual es un claro ejemplo de pintura histórica rioplatense. 

## Contexto histórico y artístico de la obra
La pintura histórica se desarrolla en Uruguay en el siglo XIX: la misma consistió principalmente en perpetuar la memoria de aquellos grandes acontecimientos o hechos históricos que trascendieron en el tiempo. Algunos artistas recurrieron a temas como movimientos antifranceses, mártires, héroes, retratos (de reyes o la burguesía), alegoría de la mujer con respecto a la República, la muerte, temas políticos, entre otros.
El contexto histórico de América Latina se caracterizó por la formación de los nacientes Estado Nación, en los cuales forjar una idea de nacionalismo y pasado común, ligado a la figura de un héroe, era de suma importancia para que el proyecto de Nación fuera concretado. Por su parte, en América Latina la pintura histórica  fue un tema recurrente principalmente por el sistema académico. La misma tenía como fin el caracterizar un acontecimiento que fuera perpetuado en la memoria de la nación, ya sea, exponiendo personajes heroicos, mártires o personajes que representaban a un sector étnico de una cultura (como fue el caso del indígena). Los artistas suelen usar una paleta de colores sobrios, dando suma importancia a los cuidados de los detalles de los accesorios, de las vestimentas o de los objetos relacionados con el tema a tratar. Los mismos con frecuencia se toman grandes libertades en la interpretación de los hechos históricos, influyendo en el mensaje que quieren transmitir, sobre la base de sus intereses perseguidos.
La pintura histórica latinoamericana se caracterizó, en cuanto a su contenido, por ser una pintura narrativa, es decir, la escena representada cuenta una historia, expresando así un mensaje de la vida con aspectos morales, éticos, intelectuales, entre otros. El retrato de personajes históricos fue muy recurrente en América Latina en dicha época, ejemplo de ello, fue el retrato de Juan Manuel Blanes, Artigas en la puerta de la Ciudadela. Otro ejemplo de retratística fue el gaucho y el indígena en el Río de la Plata. La literatura y la iconografía confluyen en la creación de una formación de la imagen de la Historia.

## En busca del rostro de Artigas

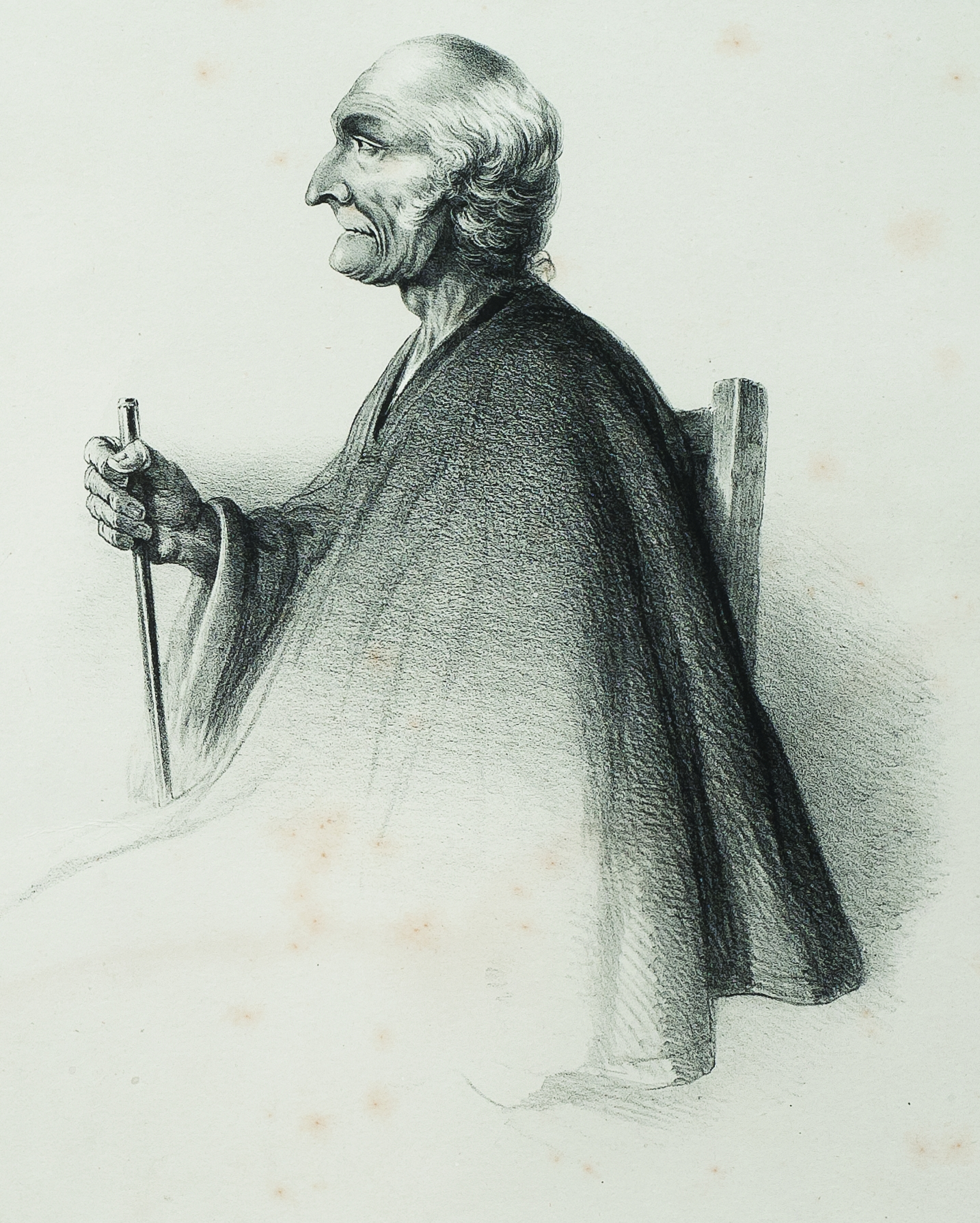
Retrato de Artigas en su vejez, realizado por el francés Demersay

No existe un retrato al natural de Artigas en su juventud. El héroe tuvo nueve años de liderazgo rural, pero no una actividad urbana, ni un lugar de poder que le hubiera podido estimular a encargar un retrato, ya que en Uruguay en ese momento, el único que se hizo retratar cuando era presidente, fue Fructuoso Rivera, en 1830. 
Para retratarse, en esa época, había que estar en Montevideo y además, tener la suerte de que algún retratista francés, estuviera en la ciudad. El único retrato en vida de Artigas fue hecho en el Paraguay en torno a los años 1845 a 1847, y retrata a un anciano —tenía más de 80 años— casi completamente calvo, encorvado, y que ha perdido la mayoría de sus piezas dentales. Los que pintaron a Artigas con anterioridad a Blanes solo rejuvenecieron el retrato del francés Demersay, lo embellecieron un poco, le colocaron los dientes. Blanes también comenzó así, por ello, realiza dos carbonillas que son rejuvenecimientos del retrato de Demersay; pero decide cambiar de estrategia.
A pesar de que conoció y utilizó el retrato de Demersay, sumado a relatos y descripciones de contemporáneos, Blanes quería formar una imagen fuerte de prócer, creadora de una leyenda histórica nacional en formación. La originalidad del mismo radicó en romper con la tradición del Artigas anciano, ya que un Artigas anciano simbolizaba una imagen patriarcal, de sabiduría e intemporal, útil para la historia de un Estado tan joven y sin tradiciones claras como fue el caso del Uruguay en el siglo XIX, pero carente de la fuerza dinámica de un conductor de hombres.
El retrato es realizado por Blanes  en el momento de consolidación de la Nación, después de un largo período de guerra civil en el Uruguay. Blanes realizó también un boceto de Artigas que se encuentra en el Museo Histórico Nacional. Se trata de otra persona, es decir, toma un modelo que presupone que podría ser el rostro de Artigas. Es un hombre con nariz aguileña y de facciones fuertes, que tiene todas las características de un retrato del natural.
Blanes poseía una veracidad positivista, es decir, sus obras nada tienen que ver con la verdad, construye una verosimilitud, y dicho objetivo lo logra, porque sus obras se amoldan a la idea de héroe de la época que demandaba la naciente nación.
Los dibujos al carbón sin firma de Blanes, pueden ser considerados como estudios preparatorios para su gran obra institucional, y se pueden observar diferencias entre los mismos. 

Uno de ellos representa un busto de Artigas de 360 por 460 mm, de tamaño natural y de perfil hacia la izquierda de la obra presenta una nariz más marcada y un mentón redondeado que le resta un poco de fuerza a la boca y sobre todo a la mirada. Si se lo observa cuidadosamente se nota alguna reminiscencia del retrato de Artigas anciano realizado por Demersay, donde tenemos una nariz prominente y un mentón fuerte que torna un poco débil su boca.
Alicia Otero Mera

Un segundo dibujo, donde Artigas se representa con la cabeza levemente inclinada hacia la derecha de la obra. Su nariz y mentón son más equilibrados, mientras sus ojos transmiten la energía de la idea en acción. Y en un tercer dibujo, donde Artigas aparece más humanizado, con la vista levemente baja, con un gesto más concentrado en sí mismo. Esta obra que se aleja de la imagen heroica, puede ser la causa de que su difusión haya sido menor.  Los dibujos anteriormente mencionados pertenecen al acervo del Museo Histórico Nacional.

Su formación academicista lo llevaba a plantear casi teatralmente el retrato institucional que el Estado uruguayo le había encargado, por ello realizó aún otro estudio, un óleo sobre cartón de 230 x 315 mm, donde analiza la cabeza del héroe y la colorea parcialmente. Aquí resalta su nariz,la mandíbula se torna más fuerte, dando una expresión diferente a todo el rostro y se decide finalmente por una mirada entrecerrada, las cuencas de los ojos están vacías, como de quien mira más allá, a la vez que el pelo mucho más calmo en su diseño no distrae sino que ayuda a darle expresión al rostro.
Alicia Otero Mera

## Descripción pictórica
Juan Manuel Blanes recibió el encargo de hacer un retrato de José Artigas, de quien solo se conocía su rostro a través de un dibujo que le realizaron cuando ya era un anciano. Por ello, a Artigas deberá imaginárselo basándose en sus propias ideas o concepciones. 
Al explicar su obra advirtió: 

Este óleo sin duda se parece tanto al célebre caudillo como un huevo a una castaña; pero yo no soy historiador sino artista.
Juan Manuel Blanes

Cuando plantea su obra de Artigas, Blanes nos brinda un General Artigas en todo su potencial, su obra contribuye a la oficialización de la imagen del héroe.
El estilo de Blanes proviene de Italia, adquirido de Antonio Ciseri, que fue quien renovó la pintura histórica en Florencia, sobre todo la religiosa. La modernizó con efectos dramáticos de iluminación, de claroscuro. Pero no se puede afirmar que Blanes tenga una técnica académica. 

Es un aggiornamiento del academicismo para volverlo más cercano a la experiencia contemporánea. A la manera de lo que había hecho Caravaggio en el siglo XVII.
Laura Malosetti

Blanes era efectista. Este Artigas fue visto por los contemporáneos como inconcluso y horrible, hay críticos que decían que "parece de hielo", que no tenía expresión. Dicha ausencia de expresión lo vuelve más polivalente y moderno. Según las crónicas de época, la recepción del público fue importante. Había un titular que decía: "Algunos quieren que se reproduzca y otros piden que se queme".  Destaca la opinión de Fernández Saldaña, asesor del Museo Histórico sobre la compra del retrato, que tenía una pésima opinión del cuadro.
Blanes tenía intenciones de expresar una dimensión idiosincrática de Artigas a través de dicha obra. 

Este retrato es mucho más cercano a lo que suponemos de Artigas que todo el resto.
Laura Malosetti

Uruguay no es el único país con un héroe sin rostro. Esto lleva a una interrogante: 

¿Para qué se necesita un retrato? Para ponerle una cara a unas ideas cohesionantes, a una idea de patria, a un puñado de frases que construyen nacionalidad. Se busca una cara que se adecue a la idea del prócer que se tiene. Más allá de la verdad.
Laura Malosetti

Esta es una imagen del “deber ser” Artigas, más que del ser real, como escribía Juan Zorrilla de San Martín, que admiraba este retrato y remarca el exhaustivo trabajo investigativo de Blanes. 

¿Consiguió Blanes su objetivo? ¿Es ese realmente el retrato de Artigas? Yo contesto sin vacilar: si no lo es, es sin duda alguna lo más aproximado que tenemos; todo lo demás que teníamos desaparece ante el trabajo de Blanes.
Juan Zorrilla de San Martín

Es un óleo sobre tela inconclusa y sin firma de 1190 x 1820 mm, que constituye parte del acervo del Museo Histórico Nacional, y en el catálogo de la exposición realizada en el Teatro Solís en honor al artista se la describe de la siguiente manera:

El General Artigas aparece, a escala poco menor que del natural, a pleno sol, de pie sobre el puente levadizo de la Ciudadela de Montevideo, vistiendo el austero uniforme militar, la cabeza descubierta, los brazos cruzados sobre el pecho y un poncho blanco con listones oscuros sobre el hombro izquierdo . Está en la plenitud de la edad y de la gloria.
catálogo de la exposición del Teatro Solís

Según la opinión del artista Ramón de Santiago, Blanes logra darle a dicho personaje histórico, vestido con un uniforme de los Blandengues (que no corresponde a la realidad histórica), un espíritu de lucha y una solemnidad del militar y político que ha entregado su persona al ideal de libertad, convirtiéndole dichos atributos en el retrato más famoso de Artigas. La figura de Artigas en la plenitud de su acción, sumado al desarrollo de pinturas de hechos históricos de la Patria Vieja, crearon una tendencia entre los artistas de fines del siglo XIX y comienzos del siglo XX de crear visiones personales del héroe que representasen la máxima potencia de su rol como líder de hombres. La obra fue titulada por su autor como "Artigas en el Puente de la Ciudadela de Montevideo".